# Ulmer Hütte

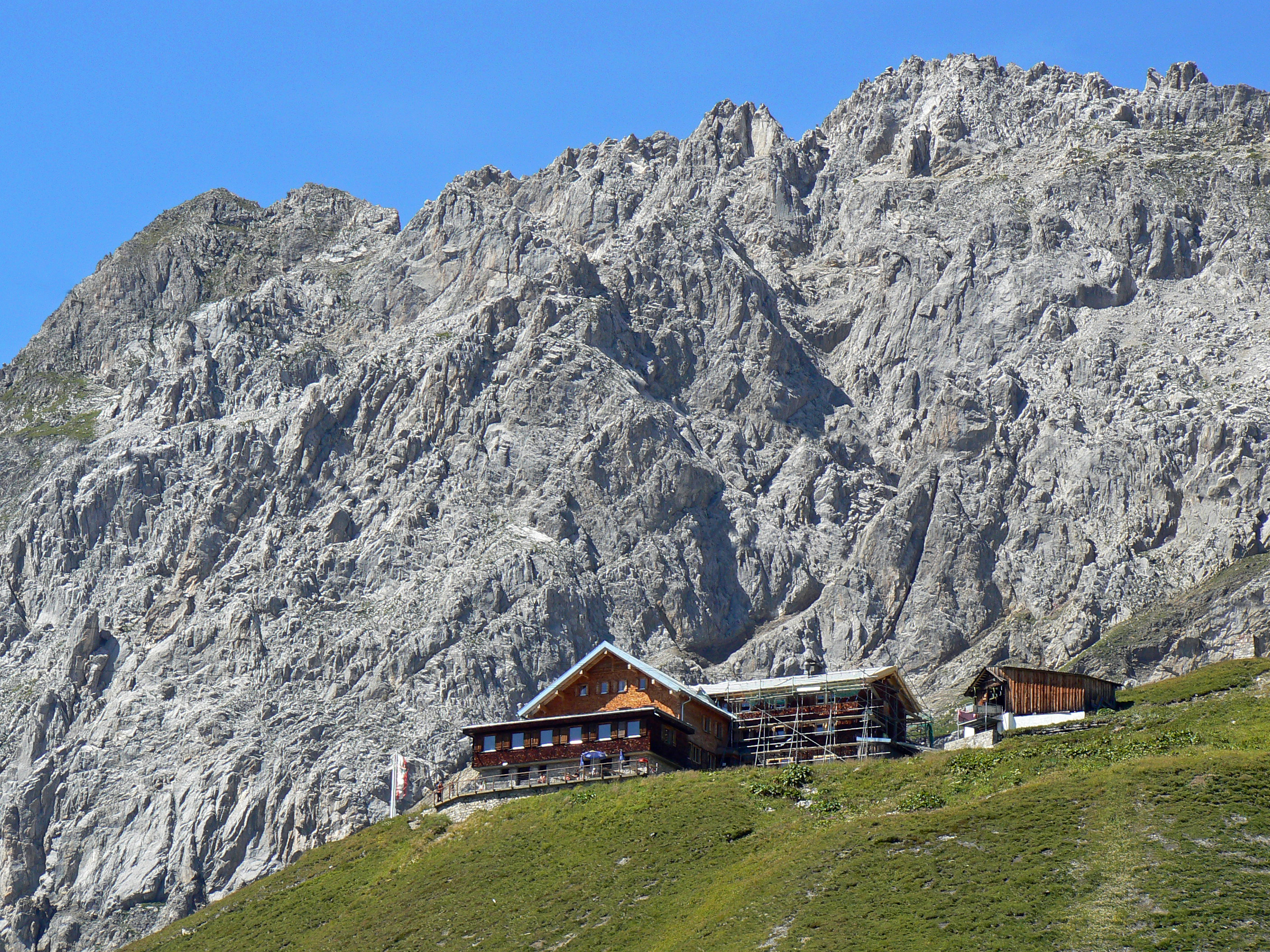
De Ulmer Hütte voor de Pazüelfernerspitze

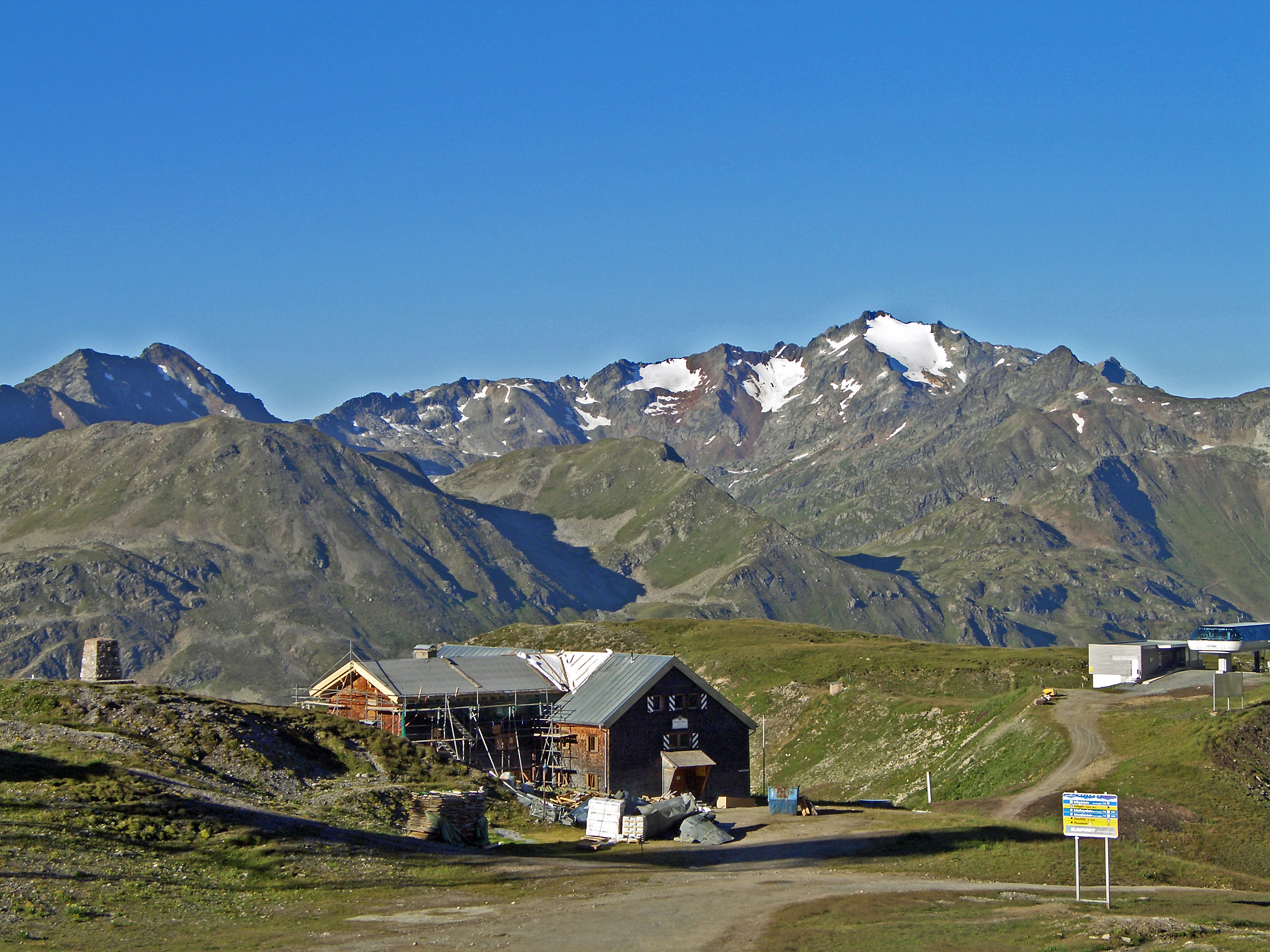
De Ulmer Hütte met op de achtergrond de Verwallgroep met de Kaltenberg

De Ulmer Hütte is een berghut gelegen in de Lechtaler Alpen in de Oostenrijkse deelstaat Vorarlberg. De hut ligt op een hoogte van 2288 meter, ongeveer tweeënhalve kilometer ten noorden van de pashoogte van de Arlbergpas, niet ver van de grens met Tirol. De hut is eigendom van de sectie Ulm van de Deutsche Alpenverein.
De hut is goed bereikbaar, aangezien de pistes van het Arlberggebied langs de hut voeren. Wintersportoorden als Sankt Anton, Lech en Zürs am Arlberg liggen nabij de hut. Vanaf de hut kunnen skitochten worden ondernomen richting de Valluga. In de zomer is de makkelijkste route naar de Ulmer Hütte door vanuit Sankt Anton de kabelbaan naar de Galzig te nemen. Van daar voert een gemarkeerde klimroute via de Arlensattel (2057 meter) richting de hut. Deze hele tocht neemt ongeveer anderhalf uur in beslag. Ook is het mogelijk om met een kabelbaan naar de Valluga te gaan, waarna een afdaling over het Valfagehrjoch via een gemarkeerde route mogelijk is. Voor een route vanuit Sankt Christoph, Stuben of Sankt Anton (door het Steißbachtal) moet twee uur gerekend worden.
Vanaf de Ulmer Hütte worden veelvuldig tochten naar andere hutten in de omgeving ondernomen, zoals de Stuttgarter Hütte (drieënhalf uur) en de Leutkircher Hütte (drie uur). Bergtoppen die vanaf de Ulmer Hütte beklommen worden zijn de Schindlerspitze (anderhalf uur), de Trittkopf (tweeënhalf uur) en de Valluga (twee uur).